# Liste der Naturdenkmäler in Natz-Schabs
Die Liste der Naturdenkmäler in Natz-Schabs (italienisch Naz-Sciaves) enthält die fünf als Naturdenkmal ausgewiesene Objekte auf dem Gebiet der Gemeinde Natz-Schabs in Südtirol.
Basis ist das im Internet einsehbare offizielle Verzeichnis der Naturdenkmäler in Südtirol (Stand: 23. Januar 2015). Dabei kann es sich um botanische, geologische oder hydrologische Naturdenkmäler handeln. Die Reihenfolge in dieser Liste orientiert sich an der ID, alternativ ist sie auch nach dem Namen sortierbar.

## Liste
| Foto |                 | Name                                      | Standort                     | Beschreibung                              |
| ---- | --------------- | ----------------------------------------- | ---------------------------- | ----------------------------------------- |
| BW   | Datei hochladen | Zuzzisweiher ID: 058_G01                  | 46° 45′ 25″ N, 11° 41′ 1″ O  | Hydrologisches Naturdenkmal: Weiher/Teich |
| BW   | Datei hochladen | eine Linde in Aicha ID: 058_G02           | 46° 46′ 34″ N, 11° 38′ 30″ O | Botanisches Naturdenkmal: Linde           |
| BW   | Datei hochladen | Kastanienhain Köstental ID: 058_G03       | 46° 46′ 38″ N, 11° 38′ 46″ O | Botanisches Naturdenkmal: Kastanienhain   |
| BW   | Datei hochladen | Tölzlmoos ID: 058_G04                     | 46° 45′ 36″ N, 11° 41′ 10″ O | Hydrologisches Naturdenkmal: Feuchtgebiet |
| BW   | Datei hochladen | Ölberg und Schneiderhausbühel ID: 058_G05 | 46° 44′ 59″ N, 11° 40′ 53″ O | Botanisches Naturdenkmal: Trockenrasen    |

| Foto: | Fotografie des Naturdenkmals. Klicken des Fotos erzeugt eine vergrößerte Ansicht. Daneben finden sich zwei Symbole: |
| ID    | Identifikator bei der Abteilung Natur, Landschaft und Raumentwicklung der Südtiroler Landesverwaltung               |